# بارت د کلرک
بارت د کلرک (انگلیسی: Bart De Clercq؛ زادهٔ ۲۶ اوت ۱۹۸۶) دوچرخه‌سوار اهل بلژیک است.
از باشگاه‌هایی که در آن بازی کرده‌است می‌توان به تیم لوتو–سودال و وانتی–گروپ گوبر اشاره کرد.